# Dampierre-sur-Avre
Dampierre-sur-Avre is een gemeente in het Franse departement Eure-et-Loir (regio Centre-Val de Loire) en telt 611 inwoners (1999). De plaats maakt deel uit van het arrondissement Dreux.

## Geografie
De oppervlakte van Dampierre-sur-Avre bedraagt 18,3 km², de bevolkingsdichtheid is 33,4 inwoners per km².
De onderstaande kaart toont de ligging van Dampierre-sur-Avre met de belangrijkste infrastructuur en aangrenzende gemeenten.

## Demografie
Onderstaande figuur toont het verloop van het inwonertal (bron: INSEE-tellingen).